# 喜欢你 (爱莉安娜·格兰德歌曲)
《喜欢你》（英語："Into You"）是美国歌手爱莉安娜·格兰德的一首歌曲，收录在她的第三张录音室专辑《危险女人》。爱莉安娜与沙凡·科提查、亚历山大·柯兰伦德以及制作人马克斯·马丁共同创作此曲。这首歌作为专辑第二支主打单曲在2016年5月6日开放电子下载，以及在6月28日登陆當代流行電台以及节奏当代电台。《喜欢你》是一首带有电子舞曲元素的流行舞曲，伴奏中带有“砰砰的迪斯科节拍，潜藏的合成器以及尖锐的咔哒声”。
歌曲最高拿下了《告示牌》百强单曲榜第十三名，英国排行榜的第十四名以及澳大利亚唱片业协会榜的第十一名。歌曲的音乐视频是由汉娜·勒克斯·戴维斯执导，并在2016年5月24日播出。在2016年MTV音乐录影带大奖中获得了四项提名。爱莉安娜在2016年《公告牌》音乐奖、第十季《美国之声》最后一期和2016年的Summertime Ball电视播出中宣传了这首歌曲。这首歌也被选入音乐游戏《舞力全开2017》。
总体表现，歌曲冲进了阿根廷、危地马拉、希腊和新西兰本地榜单的十强，以及澳大利亚、加拿大、捷克共和国、匈牙利、爱尔兰、冰岛、拉脱维亚、黎巴嫩、荷兰、苏格兰、荷兰、苏格兰、斯洛伐克、英国和美国本地榜单的二十强。歌曲在日本百强金曲榜上最高第二十五位，同时是那周最高排名的英语歌曲。

## 背景和创作
《喜欢你》是马克斯·马丁、沙凡·科提查、亚历山大·柯兰伦德、伊利亚·萨尔曼扎德赫与爱莉安娜·格兰德共同创作的歌曲。根据环球音乐出版集团发布在Musicnotes.com上的乐谱，《喜欢你》以F♯调、普通拍子以及每分钟108击的速度谱写。人声范围延伸自F♯3至E6之间。《喜欢你》是一首带有“砰砰的迪斯科节拍，潜藏的合成器以及尖锐的咔哒声”电子舞曲元素的流行舞曲，一段“微弱的俱乐部节拍”的开头之后是“渐强的吐音和声，”《Complex》的杰西·莫里斯指出歌曲中“一段加快的迪斯科backline引爆一段巨大的即刻狂欢式hook，”。《娱乐周刊》的杰西卡·古德曼补充道这首歌也有“新时代迪斯科节拍”。

## 市场反响
《喜欢你》空降《告示牌》百强单曲榜的第八十三位，但在第二周跌出榜单。在2016年6月11日当周回弹至第五十一位，并在接下来的一周上升至第四十八位。在四十强后面徘徊了几周之后，第九周便从第四十一位升至第三十三位。一周之后，从第三十三位升至第二十四位。第十三周，上升了九位，从第二十二位升至最高的第十三位。其中原因有iTunes Store中变价69美分的促销。因此，这是专辑《危险女人》中第二支进入二十强榜单的单曲。截至2018年4月，这首歌已在美国售出了744,000份。
这首歌曲最初空降英国单曲排行榜的第四十四位，之后便升至第十四位，成为爱莉安娜第六首英榜二十强的歌曲。这首歌曲空降澳大利亚榜单的第四十六位，随后升至第十九位。最终取得第十一位的最高成绩并保持了连续三周。《喜欢你》在登上新西兰榜单的第七周冲进榜单十强取得最高第九位。这是自2014年的《砰砰》之后的第十四支新西兰榜单十强的单曲。

## 音乐视频
这部音乐视频由汉娜·勒克斯·戴维斯执导，并于2016年5月24日在Vevo上首播。该视频截至2016年7月6日已有超过1亿次观看，成为继《危险女人》之后，爱莉安娜的第十一支Vevo认证音乐视频。截至2018年8月，该视频已累计超过6.1亿次观看。 这部视频在2016年MTV音乐录影带大奖获得了四项提名，分别是最佳女歌手视频、最佳流行视频、最佳剪辑以及最佳摄影。

## 现场表演
这首歌曲的第一次公开演唱是在《The 2016 Delete Blood Cancer Gala》上。电视首秀是在2016年《公告牌》音乐奖上。并被《告示牌》和《滚石》和《时代》的杂志编辑列为当晚最佳的演唱之一。爱莉安娜也在《美国之声》和Capital的Summertime Ball上演唱了这首歌。爱莉在《艾倫·狄珍妮秀》上演唱与《招摇》合编的原音乐版。

## 混音版本
2016年8月6日，爱莉在SoundCloud上独家发行了美国说唱歌手马克·米勒助阵的重混版歌曲，之后扩展至其他音乐流服务。 两人曾一起合作过2013年爱莉的单曲《爱你的方式》，之后又合作了马克的《My Favorite Part》。另一首由3LAU的重混版本也随之发行。

## 製作名单
以下整理自专辑《危险女人》内页说明。
录制和管理
- 在MXM Studios和Wolf Cousins Studios录制（瑞典斯德哥尔摩）
- 在MixStar Studios混音（弗吉尼亚州維珍尼亞海灘）
- 在Sterling Sound制作母带（纽约州纽约）
- 由MXM出版 — 由Kobalt管理 — （ASCAP），Wolf Cousins（STIM），Warner/Chappell Music Scand.（STIM）以及Grandefinale LLC.

名单
| - 爱莉安娜·格兰德 – 主唱，创作 - 马克斯·马丁 – 创作，制作，伴奏，键盘，吉他，低音，打击乐器，伴唱 - 沙凡·科提查 – 创作，伴唱 - 伊利亚·萨尔曼扎德赫 – 创作，制作，程序，键盘，吉他，低音，打击乐器，伴唱 - 塞尔班·根尼阿 – 混音 | - 彼得·卡尔松 – 歌声编辑 - 萨姆·荷兰 – 工程 - 约翰·哈斯 – 混音工程 - 汤姆·科因 – 母带 - 阿雅·美林 – 母带 - 温迪·戈德斯坦 – A&R - 斯考特·布朗 – A&R |

## 曲目列表
| 电子下载 – 亚历克斯·盖尼娅 | 电子下载 – 亚历克斯·盖尼娅 | 电子下载 – 亚历克斯·盖尼娅 |
| 曲序                       | 曲目                       | 时长                       |
| -------------------------- | -------------------------- | -------------------------- |
| 1.                         | 喜欢你                     | 4:04                       |

| 电子下载 – 3LAU重混 | 电子下载 – 3LAU重混 | 电子下载 – 3LAU重混 |
| 曲序                | 曲目                | 时长                |
| ------------------- | ------------------- | ------------------- |
| 1.                  | 喜欢你（3LAU重混）  | 3:17                |

| 电子下载 – 捷德阿卡贝拉重混 | 电子下载 – 捷德阿卡贝拉重混 | 电子下载 – 捷德阿卡贝拉重混 |
| 曲序                        | 曲目                        | 时长                        |
| --------------------------- | --------------------------- | --------------------------- |
| 1.                          | 喜欢你（捷德阿卡贝拉重混）  | 3:17                        |

## 排行榜
| 排行榜（2016年）                         | 最高 排名 |
| ---------------------------------------- | --------- |
| 阿根廷（Monitor Latino）                 | 1         |
| 澳大利亚（澳大利亚唱片业协会單曲榜）     | 11        |
| 奥地利（Ö3四十强单曲榜）                 | 46        |
| 比利时佛兰德（Ultratop五十强单曲榜）     | 29        |
| 比利时瓦隆（Ultratip榜外單曲榜）         | 7         |
| 加拿大（Canadian Hot 100）               | 13        |
| 加拿大（《告示牌》Canada AC）            | 22        |
| 加拿大（《告示牌》Canada CHR）           | 10        |
| 加拿大（《告示牌》Canada Hot AC）        | 12        |
| 捷克（百強數位單曲榜）                   | 18        |
| 丹麦（Tracklisten）                      | 30        |
| 欧洲（《告示牌》數位歌曲榜）             | 20        |
| 芬蘭（芬兰官方下载榜）                   | 21        |
| 法国（SNEP）                             | 64        |
| 德国（德國官方單曲榜）                   | 49        |
| 希腊（《告示牌》）                       | 4         |
| 危地马拉（Monitor Latino）               | 10        |
| 匈牙利（四十強單曲榜）                   | 17        |
| 匈牙利（四十強串流榜）                   | 17        |
| 冰岛（RÚV）                              | 15        |
| 愛爾蘭（愛爾蘭唱片音樂協會单曲榜）       | 12        |
| 意大利（FIMI）                           | 29        |
| 日本（Japan Hot 100）                    | 25        |
| 拉脱维亚（Latvijas Top 40）              | 20        |
| 黎巴嫩（Lebanese Top 20）                | 18        |
| 荷兰（荷蘭四十強單曲榜）                 | 13        |
| 荷兰（百强单曲榜）                       | 21        |
| 新西兰（新西兰唱片音乐协会单曲榜）       | 9         |
| 挪威（VG-lista）                         | 25        |
| 葡萄牙（葡萄牙唱片業協會单曲榜）         | 22        |
| 蘇格蘭（官方榜单公司單曲榜）             | 11        |
| 斯洛伐克（電台百強單曲榜）               | 45        |
| 斯洛伐克（百強數位單曲榜）               | 13        |
| 韩国（Gaon）                             | 58        |
| 西班牙（西班牙音樂製作協會）             | 43        |
| 瑞典（瑞典最熱榜）                       | 31        |
| 瑞士（瑞士热门音乐榜）                   | 34        |
| 英國（官方榜单公司單曲榜）               | 14        |
| 美国（《告示牌》百大單曲榜）             | 13        |
| 美國（《告示牌》Adult Pop Airplay）      | 20        |
| 美國（《告示牌》Dance/Mix Show Airplay） | 9         |
| 美國（《告示牌》Dance Club Songs）       | 8         |
| 美國（《告示牌》Pop Airplay）            | 7         |
| 美國（《告示牌》Rhythmic Songs）         | 14        |

| 排行榜（2016年）                    | 排名 |
| ----------------------------------- | ---- |
| 阿根廷（Monitor Latino）            | 16   |
| 澳大利亚（ARIA）                    | 49   |
| 比利时（Ultratop Flanders）         | 94   |
| 加拿大（Canadian Hot 100）          | 30   |
| 丹麦（Tracklisten）                 | 97   |
| 意大利（FIMI）                      | 78   |
| 荷兰（Single Top 100）              | 68   |
| 瑞士（Schweizer Hitparade）         | 88   |
| 英国单曲（Official Charts Company） | 46   |
| 美国（《告示牌》百强单曲榜）        | 51   |
| 美国（《告示牌》舞曲/混音点播）     | 48   |
| 美国（《告示牌》主流四十强榜）      | 35   |

## 认证与销量
| 地區                                 | 认证    | 认证单位/销量 |
| ------------------------------------ | ------- | ------------- |
| 澳大利亚（澳大利亚唱片业协会）       | 7× 白金 | 490,000‡      |
| 奥地利（國際唱片業協會奧地利分會）   | 白金    | 30,000‡       |
| 巴西（巴西唱片業協會）               | 2× 钻石 | 500,000‡      |
| 比利时（比利時唱片音樂協會）         | 金      | 15,000‡       |
| 加拿大（加拿大音乐协会）             | 6× 白金 | 480,000‡      |
| 丹麦（國際唱片業協會丹麥分會）       | 白金    | 90,000‡       |
| 法国（法國唱片出版業公會）           | 金      | 66,666‡       |
| 德国（聯邦音樂產業協會）             | 白金    | 400,000‡      |
| 意大利（意大利音乐产业联盟）         | 2× 白金 | 100,000‡      |
| 新西兰（新西兰唱片音乐协会）         | 金      | 15,000‡       |
| 挪威（國際唱片業協會挪威分会）       | 2× 白金 | 120,000‡      |
| 波兰（波蘭音像製造商協會）           | 4× 白金 | 200,000‡      |
| 葡萄牙（葡萄牙唱片業協會）           | 白金    | 10,000‡       |
| 西班牙（西班牙音樂製作協會）         | 白金    | 40,000‡       |
| 瑞士（國際唱片業協會瑞士分会）       | 金      | 15,000‡       |
| 英国（英国唱片业协会）               | 2× 白金 | 1,690,000     |
| 美国（美國唱片業協會）               | 4× 白金 | 4,000,000‡    |
| 流媒体                               |         |               |
| 瑞典（瑞典唱片業協會）               | 3× 白金 | 24,000,000†   |
| ‡僅含認證的+實際銷量 †僅含認證的銷量 |         |               |

## 发行历程
| 地区   | 日期          | 形式                                         | 厂牌 | 参文    |
| ------ | ------------- | -------------------------------------------- | ---- | ------- |
| 美国   | 2016年6月28日 | 节奏当代电台                                 | 联众 | [ 106 ] |
| 美国   | 2016年6月28日 | 当代流行电台                                 | 联众 | [ 107 ] |
| 意大利 | 20167月1日    | 当代流行电台                                 | 环球 | [ 108 ] |
| 美国   | 2016年8月8日  | 成人当代音乐                                 | 联众 | [ 109 ] |
| 英国   | 2016年8月19日 | 电子下载（马克·米勒助阵亚历克斯·盖尼娅重混） | 联众 | [ 32 ]  |
| 台湾   | 2016年8月19日 | 电子下载（3LAU重混）                         | 联众 | [ 33 ]  |